# Batalha de Mogadíscio (1542)
A Batalha de Mogadíscio de 1542 foi um confronto armado entre a cidade de Mogadíscio e o Império Português.

## Contexto
Após terem os portugueses levado a cabo uma grande expedição naval ao Suez em 1541, o Império Otomano dedicou maiores recursos à protecção do Mar Vermelho contra os portugueses. Para tanto, cerca de 25 galés foram armadas e colocadas em Adem.
O capitão português de Sofala, João de Sepúlveda, foi informado da presença destas forças por cidades-estados aliadas, principalmente Melinde, que também relataram que algumas haviam pedido apoio militaraos otomanos em preparação para uma rebelião contra a autoridade Portuguesa na região. João de Sepúlveda partiu assim com 6 pequenas galés e 100 soldados para levar a cabo um ataque preventivo contra as cidades costeiras na costa da Somália. Foi acompanhado por um número não registado de navios e guerreiros de Melinde.

## A batalha
Em Mogadíscio, João de Sepúlveda destruiu a cidade e causou aos habitantes grandes estragos e prejuízos. Velejando algumas léguas ao norte, alcançou um ancoradouro popular onde atracavam para navios mercantes vindos do Mar Vermelho e ali soube que os turcos não navegariam para a África oriental naquele ano. Assim, ele retornou ao que restava de Mogadíscio e assinou um acordo de paz com seus governantes.
Passando por Brava, a cidade foi saqueada, em retaliação por terem os seus habitantes entregue alguns prisioneiros portugueses aos turcos. Depois de selar a paz com Brava, João de Sepúlveda voltou para Melinde.